# إدوارد هيكس
إدوارد هيكس (بالإنجليزية: Edward Hicks)‏ هو رسام أمريكي، ولد في 4 أبريل 1780 في لانغهورن في الولايات المتحدة، وتوفي في 23 أغسطس 1849 في نيوتاون باكز مقاطعة في الولايات المتحدة.

## معرض صور

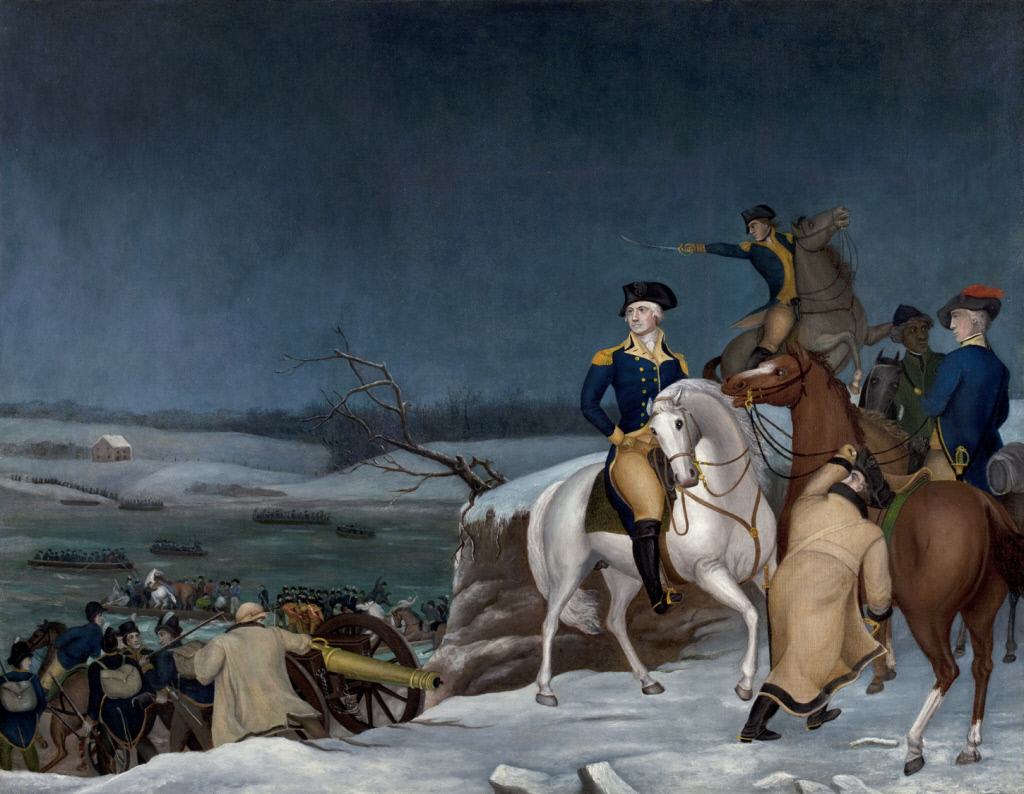
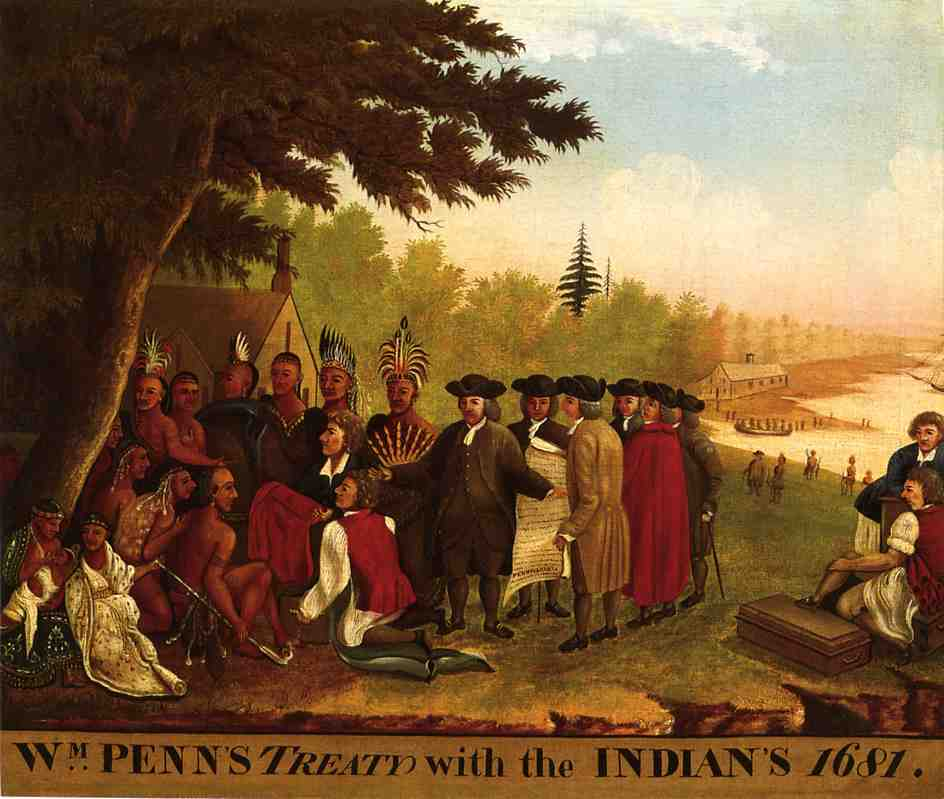
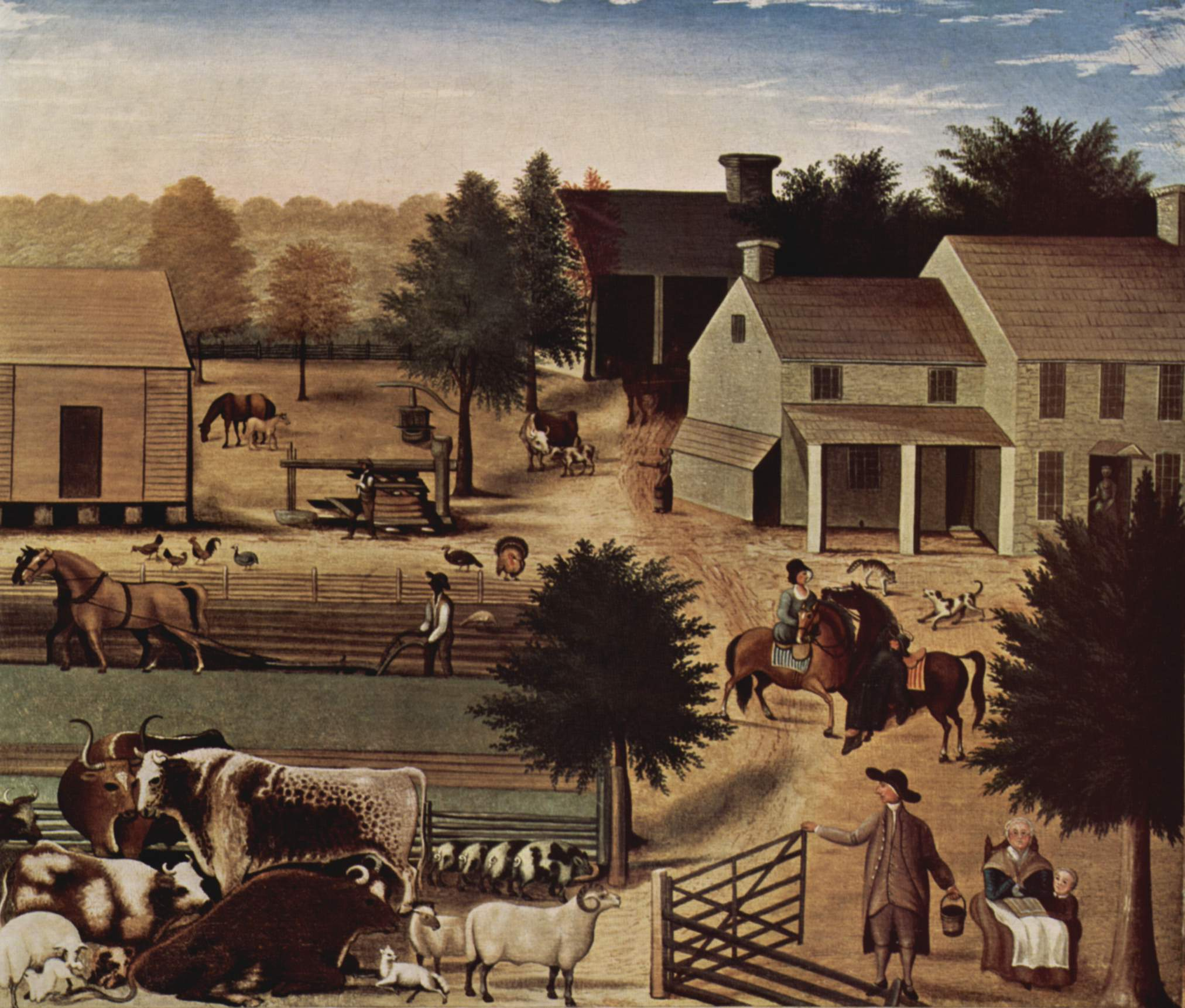
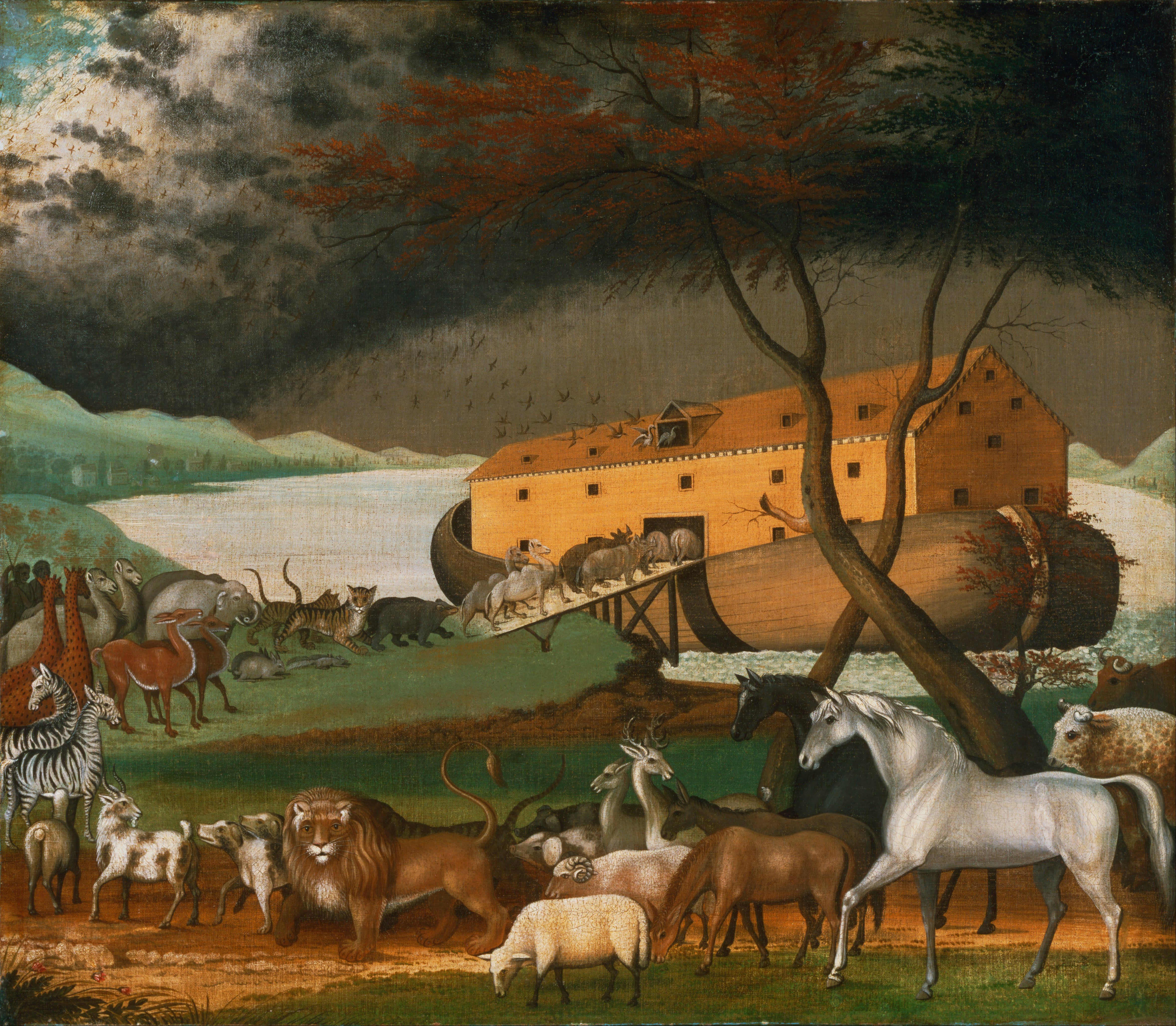
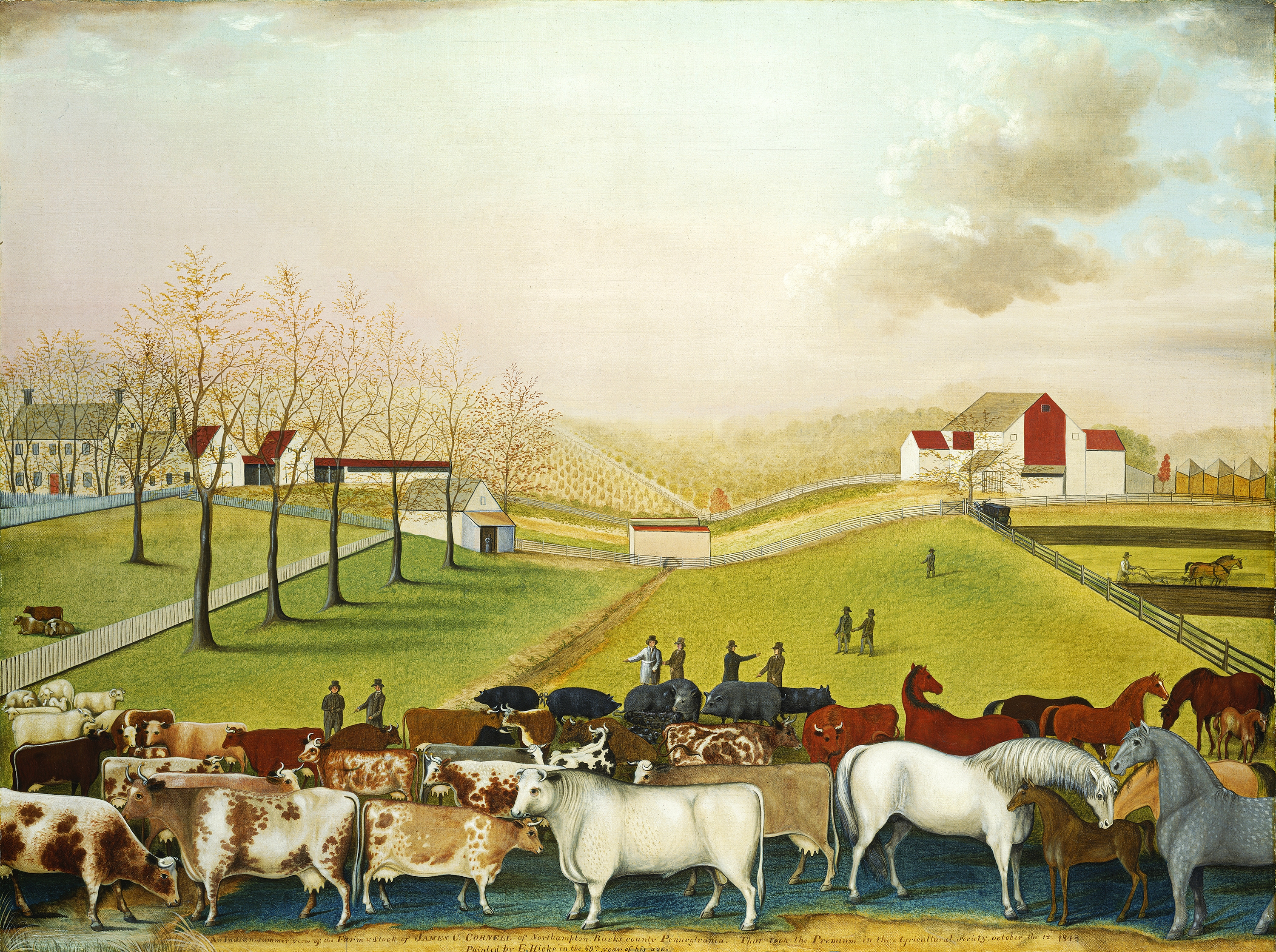

## وصلات خارجية
- إدوارد هيكس على موقع الموسوعة البريطانية (الإنجليزية)
- إدوارد هيكس على موقع إن إن دي بي (الإنجليزية)